# Uspallata Glacier
Uspallata Glacier är en glaciär i Antarktis. Den ligger i Västantarktis. Argentina, Chile och Storbritannien gör anspråk på området. Uspallata Glacier ligger 361 meter över havet.
Terrängen runt Uspallata Glacier är kuperad västerut, men åt nordost är den bergig. Havet är nära Uspallata Glacier söderut. Trakten är glest befolkad. Närmaste befolkade plats är San Martín Station, 11,4 kilometer nordväst om Uspallata Glacier.